# Myrcia hotteana
Myrcia hotteana är en myrtenväxtart som beskrevs av Ignatz Urban och Erik Leonard Ekman. Myrcia hotteana ingår i släktet Myrcia och familjen myrtenväxter.
Artens utbredningsområde är Haiti. Inga underarter finns listade i Catalogue of Life.